# Empoasca ura
Empoasca ura är en insektsart som beskrevs av Irena Dworakowska 1981. Empoasca ura ingår i släktet Empoasca och familjen dvärgstritar.
Artens utbredningsområde är Nigeria. Inga underarter finns listade i Catalogue of Life.